# Super League (rugby a 13)

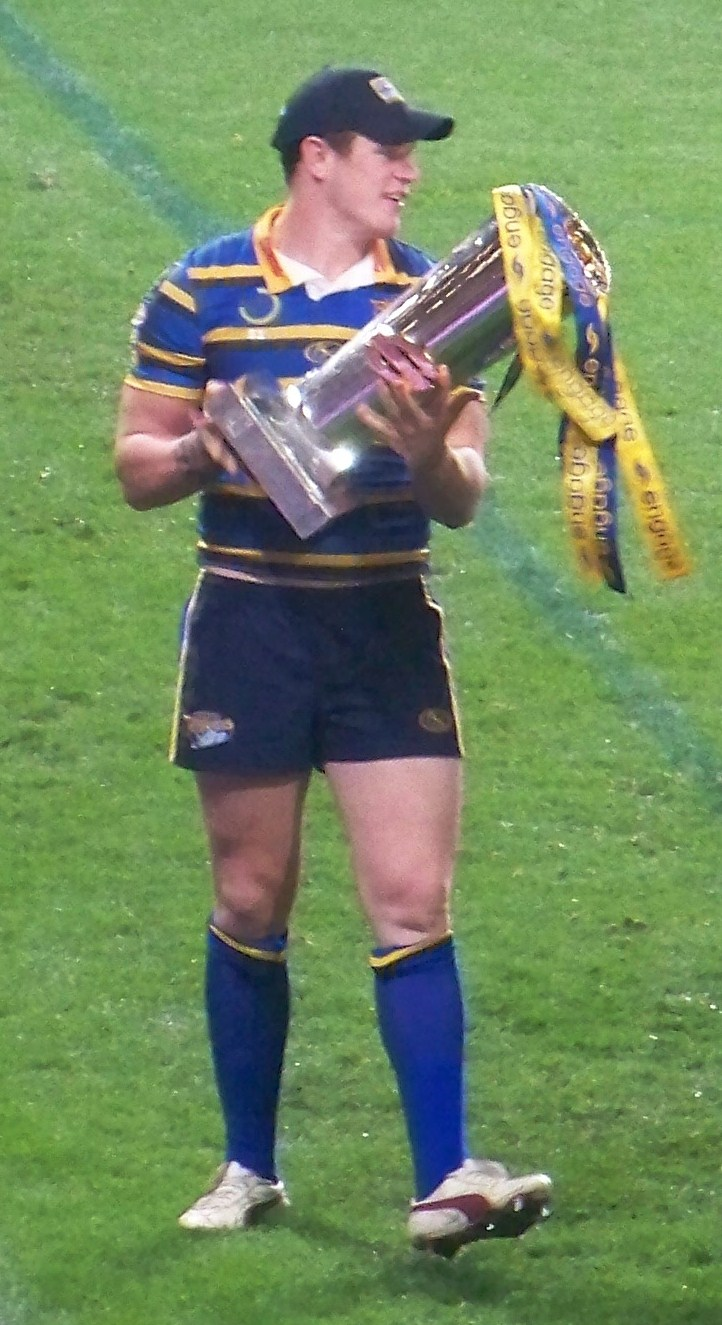
Luke Burgess tiene in mano il trofeo conquistato dai Leeds Rhinos dopo la vittoria della Super League 2009

La Super League è il massimo campionato europeo di rugby a 13 per club. Vi partecipano 13 squadre inglesi e una francese, i Dragons Catalans di Perpignano. La formula è quella del girone unico con play-off a fine stagione.
L'edizione inaugurale della Super League si è svolta nel 1996, rimpiazzando il vecchio Rugby Football League Championship risalente al 1895.

## Riepilogo delle edizioni
| Anno | Campioni       | Risultato  | Finalista         |
| ---- | -------------- | ---------- | ----------------- |
| 1996 | St Helens      | classifica |                   |
| 1997 | Bradford Bulls | classifica |                   |
| 1998 | Wigan Warriors | 10 - 4     | Leeds Rhinos      |
| 1999 | St Helens      | 8 - 6      | Bradford Bulls    |
| 2000 | St Helens      | 29 - 16    | Wigan Warriors    |
| 2001 | Bradford Bulls | 37 - 6     | Wigan Warriors    |
| 2002 | St Helens      | 19 - 18    | Bradford Bulls    |
| 2003 | Bradford Bulls | 25 - 12    | Wigan Warriors    |
| 2004 | Leeds Rhinos   | 16 - 8     | Bradford Bulls    |
| 2005 | Bradford Bulls | 15 - 6     | Leeds Rhinos      |
| 2006 | St Helens      | 26 - 4     | Hull FC           |
| 2007 | Leeds Rhinos   | 33 - 6     | St Helens         |
| 2008 | Leeds Rhinos   | 24 - 16    | St Helens         |
| 2009 | Leeds Rhinos   | 18 - 10    | St Helens         |
| 2010 | Wigan Warriors | 22 - 10    | St Helens         |
| 2011 | Leeds Rhinos   | 32 - 16    | St Helens         |
| 2012 | Leeds Rhinos   | 26 - 18    | Warrington Wolves |
| 2013 | Wigan Warriors | 30 - 16    | Warrington Wolves |
| 2014 | St Helens      | 14 - 6     | Wigan Warriors    |
| 2015 | Leeds Rhinos   | 22 - 20    | Wigan Warriors    |
| 2016 | Wigan Warriors | 12 - 6     | Warrington Wolves |

## Squadre attuali
- Bradford Bulls
- Castleford Tigers
- Dragons Catalans
- Huddersfield Giants
- Hull FC
- Hull Kingston Rovers
- Leeds Rhinos
- London Broncos
- St Helens
- Salford Red Devils
- Wakefield Trinity Wildcats
- Warrington Wolves
- Widnes Vikings
- Wigan Warriors